# Camptocladius punctatus
Camptocladius punctatus är en tvåvingeart som först beskrevs av Jean-Jacques Kieffer 1911.  Camptocladius punctatus ingår i släktet Camptocladius och familjen fjädermyggor.
Artens utbredningsområde är Tyskland. Inga underarter finns listade i Catalogue of Life.